# Syndabock

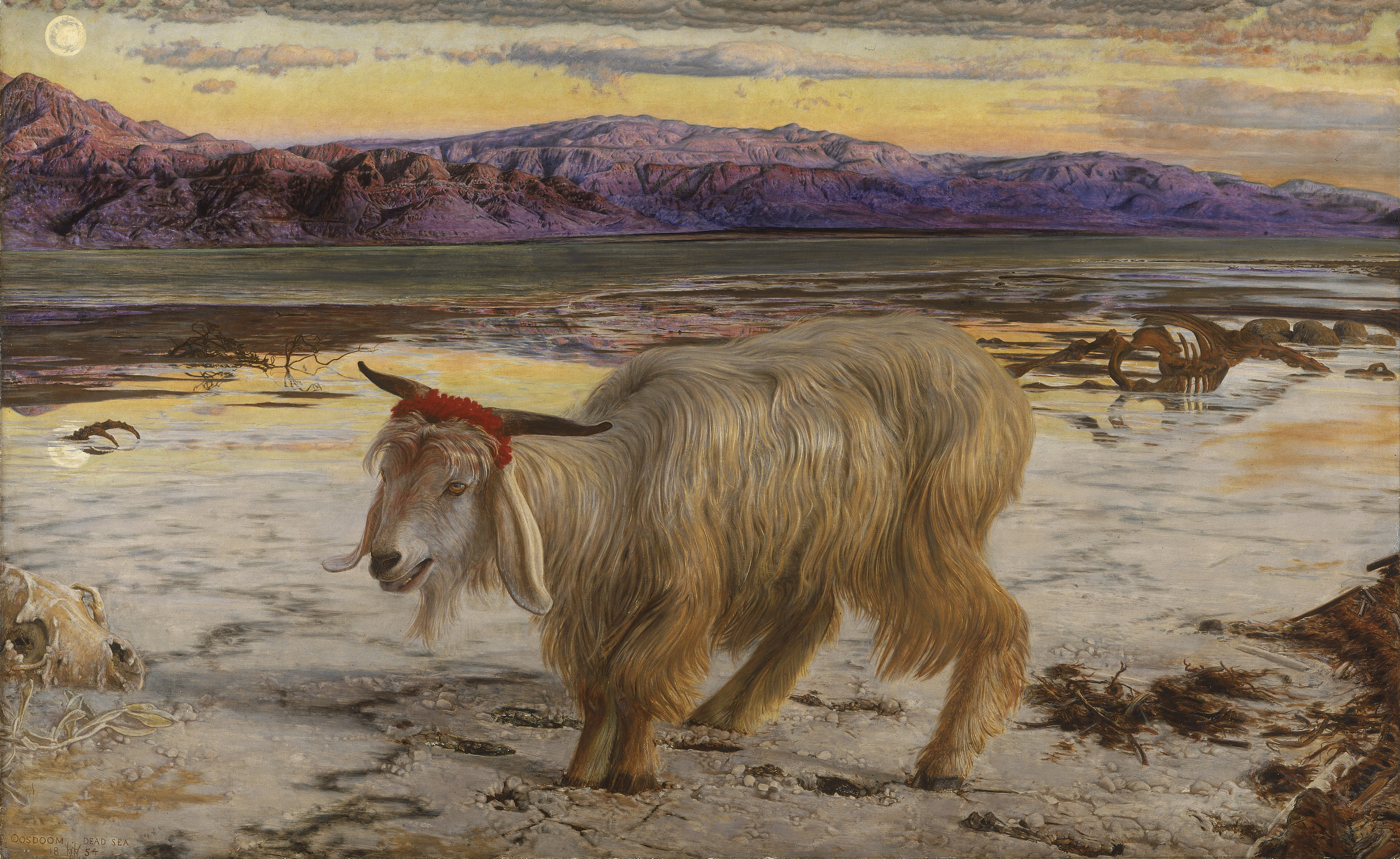
William Holman Hunts målning Syndabocken (1854).

Syndabocken är en symbol för utplånande av människors synder. Genom en ritual fördes folkets synder symboliskt över till ett djur som sedan antingen offrades eller drevs bort.
Bland annat i Torah/Gamla testamentet i Bibeln (Tredje Moseboken, 16 kapitlet) finns berättelser om syndabockar, men liknande ritualer har förekommit i andra religioner än judendomen. I Antikens Grekland tillämpades en ritual med en mänsklig syndabock (pharmakos), då en funktionshindrad, tiggare eller kriminell gavs skulden för sjukdom, svält eller invasioner och drevs ut ur samhället. Vissa menar att pharmakosen dödades, men många forskare menar att de tidigaste bevisen (fragment från den jambiske satirikern Hipponax) endast visar att pharmakosen stenades, slogs och drevs ut från samhället.
Som metafor används ordet syndabock när en person ges, eller tar på sig, skulden för det någon annan gjort. Att "leta syndabockar" innebär att man försöker peka ut enskilda som skyldiga till händelser där egentligen många är skyldiga.

## Asasel
I vissa bibelöversättningar, bland annat Bibel 2000, nämns i sammanhanget "Asasel".
| ” | Aron skall offra sin syndoffertjur för att bringa försoning åt sig och åt sin familj. Sedan skall han ta de båda bockarna och ställa dem inför Herren vid ingången till uppenbarelsetältet och kasta lott om dem: en lott för Herren och en lott för Asasel. Den bock som tillfaller Herren skall Aron föra fram och offra som syndoffer. Den som tillfaller Asasel skall levande ställas inför Herren till försoning och sedan föras ut i öknen till Asasel. 3 Mos 16:6-10 (Bibel 2000) | „ |

I Svenska folkbibeln lyder formuleringen istället "en lott för Herren och en lott för att skaffa bort synden." Även i engelska King James Version lyder texten "one lot for the Lord, and the other lot for the scapegoat." Olika bibelöversättare har tolkat "azazel" antingen som ett egennamn eller som ett ord med betydelsen "bortskaffande" eller "avlägsnande", i detta sammanhang "den som skaffar bort (synden)" eller "den som avlägsnar (synden)". Nationalencyklopedin definierar Asasel som en ökendemon. Asasel nämns aldrig mer i Bibeln men nämns i apokryfiska texter, såsom Henoks bok, där han är en fallen ängel.